# Wow! Wow! Wubbzy!
Wubbzy og hans venner er en amerikansk børneundervisning Flash animeret tv-serie skabt af Bob Boyle. Serien blev produceret af Bolder Media og Starz Media i samarbejde med Film Roman, og den blev animeret af Bardel Entertainment ved hjælp af både Toon Boom og Adobe Flash-software. Boyle sendte sit originale koncept som en bog til Frederator Studios, den førende kreative partner i Bolder Media. Efter at mere end 6000 børnebogskoncepter var blevet gennemgået, blev hans bidrag udvalgt til udvikling til en animeret serie for førskolebørn. Bob Boyle, Susan Miller, Mark Warner og Fred Seibert fungerede som executive producers.
To sæsoner blev produceret, i alt 52 episoder (hver bestående af to segmenter). Starz Media ejer og distribuerer serien, og udvalgte afsnit blev sendt på Starz Kids & Family-kanalen. Showet har modtaget en Emmy, en KidScreen Bedste TV-film-pris (for Wubb Idol, med Beyoncé i hovedrollen),[4] og en Telly-pris.
| Fjernsyn | Spire Denne artikel om et tv-program er en spire som bør udbygges. Du er velkommen til at hjælpe Wikipedia ved at udvide den. |